# Indutrade
Indutrade ist ein schwedischer Industriekonzern, der aus über 200 Unternehmen in 27 Ländern auf vier Kontinenten besteht. Sitz ist Kista in Schweden. Unternehmensschwerpunkte sind der Vertrieb von Industrietechnik und die Produktion von verschiedenen Produkten. Das Unternehmen wächst durch den Kauf von Unternehmen. Aus dem eigentlichen Firmengeschäft hält sich die Konzernspitze heraus. Dadurch, dass der Konzern in Unternehmen aus verschiedenen Ländern und Branchen investiert, erfolgt eine Risikostreuung.
Die Indutrade Group hat einen Umsatz von knapp 13 Mrd. SEK und beschäftigt 5 500 Mitarbeiter. Das Unternehmen ist seit 2008 an der Nasdaq OMX Stockholm notiert.

## Anteilseigner
Größte Aktionäre sind die L E Lundbergföretagen mit 25,6 %, AMF Försäkring och Fonder mit 12,4 %, Didner & Gerge Fonder mit 8,5 % und Handelsbanken Fonder mit 6,0 %.